# TT344
TT344 (Theban Tomb 344) è la sigla che identifica una delle Tombe dei Nobili ubicate nell'area della cosiddetta Necropoli Tebana, sulla sponda occidentale del Nilo dinanzi alla città di Luxor, in Egitto. Destinata a sepolture di nobili e funzionari connessi alle case regnanti, specie del Nuovo Regno, l'area venne sfruttata, come necropoli, fin dall'Antico Regno e, successivamente, sino al periodo Saitico (con la XXVI dinastia) e Tolemaico.

## Titolare
TT344 era la tomba di:
| Titolare | Titolo                                                                                               | Necropoli       | Dinastia/Periodo | Note |
| -------- | --- | --------------- | ---------------- | ---- |
| Piay     | Sovrintendente al bestiame di Amon-Ra nella Città del Sud; Scriba reale delle mandria di Amenhotep I | Dra Abu el-Naga | XIX-XX dinastia  |      |

## Biografia
Unica notizia biografica ricavabile, il nome della moglie Taweret.

## La tomba
Si accede alla TT344 da un cortile; planimetricamente la sepoltura è strutturata in un corridoio longitudinale su cui si apre un locale laterale, non ultimato; il corridoio dà accesso a una sala trasversale sul cui fondo si apre una nicchia. Sulle pareti del corridoio di accesso: il defunto e la moglie (1 in planimetria) adorano divinità (?) con babbuini a loro volta in atto di adorazione; sulla parete opposta (2) trascrizioni di inni dedicati a Ra-Horakhti; nella parte di corridoio che immette nella sala trasversale, e che costituisce una sorta di porta di accesso  (3): a sinistra, il defunto in adorazione di Amon-Ra a sinistra e di Ra-Horakhti a destra; sull'architrave, una divinità alata. La sala laterale è priva di scene parietali. Nella sala trasversale, su due registri sovrapposti (4), quattro scene del defunto e della moglie che adorano una divinità (non specificata), un serpente eretto, il dio Khnum; in altre due scene, un uomo offre incenso al defunto e alla famiglia. Sul lato corto a ovest (5), il defunto e la moglie inginocchiati adorano una personificazione del pilastro Djed; poco oltre, su due registri (6), brani tratti dal Libro dei Morti, il defunto e la moglie accompagnati da Anubi assistono a scena di pesatura dell'anima in presenza di dieci giudici; Horus presenta il defunto a Osiride in presenza di Iside e Nephtys e, in due scene il defunto e la moglie in adorazione di divinità non precisate e il defunto con la famiglia in adorazione di Ra-Horakhti (?) e di divinità femminili (?). Su altre pareti: su due registri (7), in due scene, il defunto (?) adora Iside e Osiride e il defunto e suoi parenti che adorano Osiride-Onnophris; in altre due scene, il defunto in adorazione di Amenhotep I e della regina Ahmose Nefertari in presenza di una lista di offerte, non ultimata. Una rientranza si apre nella parete est della sala trasversale, probabilmente l'inizio di un ampliamento della tomba. Sulla parete opposta (8) resti di una scena con Amenhotep I e Ahmose Nefertari (?) trasportati da alcuni preti in un palanchino. Sul soffitto, il nome e i titoli del defunto.

### Annotazioni
1. ↑  La numerazione dei locali e delle pareti segue quella di Porter e Moss 1927, p. 400.
2. ↑  La prima numerazione delle tombe, dalla numero 1 alla 252, risale al 1913 con l'edizione del "Topographical Catalogue of the Private Tombs of Thebes" di Alan Gardiner e Arthur Weigall. Le tombe erano numerate in ordine di scoperta e non geografico; ugualmente in ordine cronologico di scoperta sono le tombe dalla 253 in poi.
3. ↑  I campi della Duat, ovvero l'aldilà egizio, si trovavano, secondo le credenze, proprio sulla riva occidentale del grande fiume.
4. ↑  Nella sua epoca di utilizzo, l'area era nota come "Quella di fronte al suo Signore" (con riferimento alla riva orientale, dove si trovavano le strutture dei Palazzi di residenza dei re e i templi dei principali dei) o, più semplicemente, "Occidente di Tebe".
5. ↑  le Tombe dei Nobili, benché raggruppate in un'unica area, sono di fatto distribuite su più necropoli distinte.
6. ↑  Le note, sovente di inquadramento topografico della tomba, sono tratte, fino alla TT252, dal "Topographical Catalogue" di Gardiner e Weigall, ed. 1913 e fanno perciò riferimento alla situazione dell'epoca.

### Fonti
1. ↑  Gardiner e Weigall 1913.
2. ↑  Donadoni 1999,  p. 115.
3. 1 2  Porter e Moss 1927, p. 412.
4. ↑  Porter e Moss 1927,  pp. 412-413.